# Stampa digitale

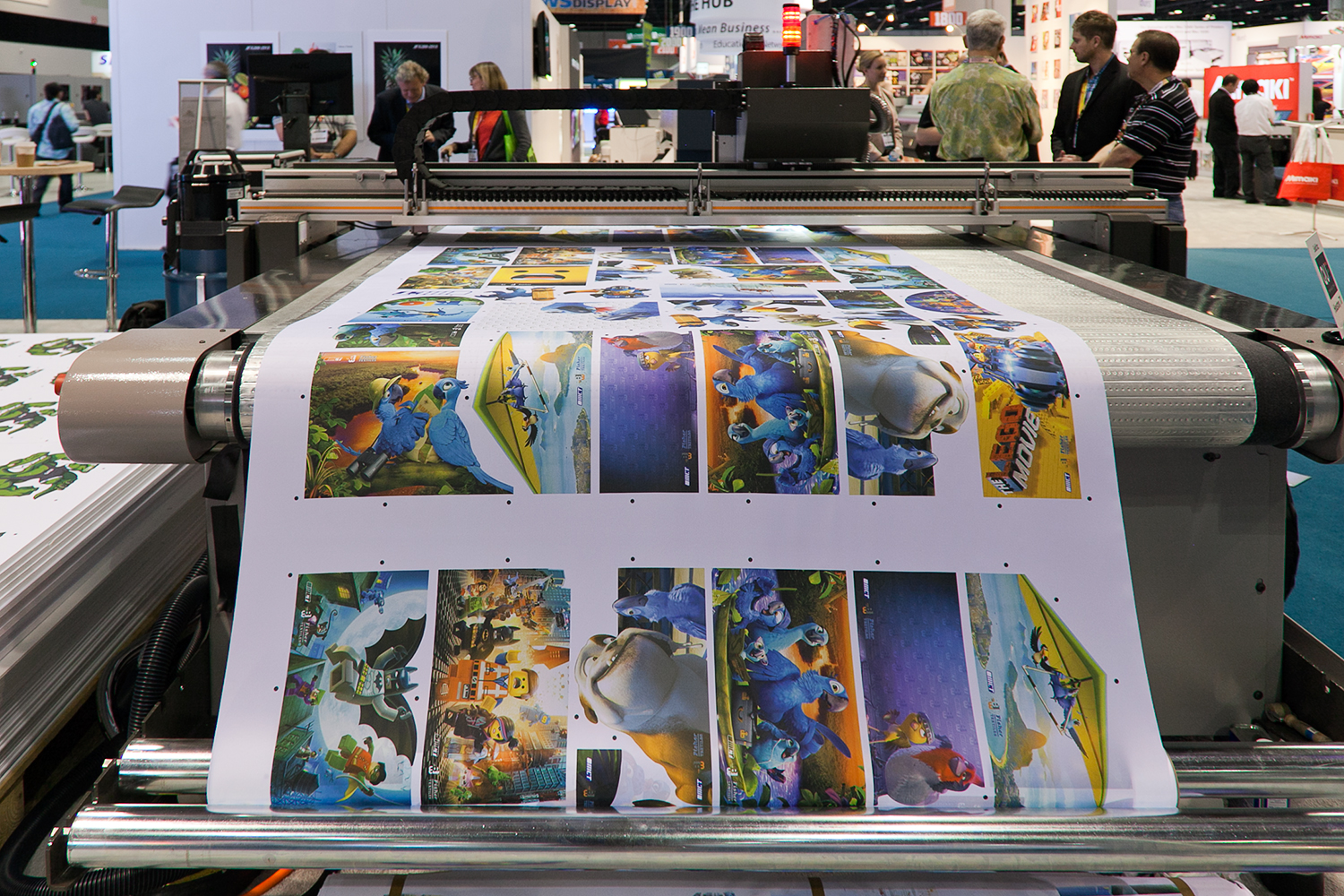
Stampante digitale di grande formato

La stampa digitale si riferisce alla capacità di stampare senza lastre o altri processi di lavorazione. La forma da stampare viene generata attraverso processi elettronici e impressa direttamente sul supporto da stampare (ad esempio, carta).

## Tipi di stampa digitale
Non essendoci una definizione chiara di  stampa digitale vengono fatte rientrare in questo ambito macchine con caratteristiche molto differenti, sia per quanto riguarda la parte costruttiva, sia per quanto riguarda l'utilizzo al quale la macchina stessa è destinata.

### Macchine a toner
Le macchine con inchiostro toner  utilizzano un rullo elettrostatico che viene caricato elettricamente nelle zone ove è necessario l'apporto di inchiostro. Il toner in polvere, viene attratto dal rullo e infine trasferito per elettricità statica sulla carta.

#### Dettagli costruttivi
Con le dovute varianti e ottimizzazioni questo processo è quello principalmente utilizzato nelle stampanti laser d'ufficio, nelle fotocopiatrici classiche e nelle fotocopiatrici a colori (il rullo viene caricato per i 4 colori della quadricromia). La differenza sostanziale tra fotocopiatrice e stampante sta nel fatto che mentre nella prima il rullo viene caricato in base all'immagine ottenuta dalla scansione di un  originale, nella seconda il rullo è caricato a partire da un file. Data l'estrema somiglianza dei due procedimenti si sono via via diffuse macchine fotocopiatrici in grado di essere collegate ai computer e stampanti laser molto grosse e veloci per la stampa di grandi quantità di documenti con dati variabili (bollette, fatture, estratti conto).

#### Utilizzi
Gli utilizzi classici di queste macchine sono il rendiconto bancario, la stampa di bollette e fatture o di libri-on-demand (nel caso di stampati in bianco e nero) oppure di bassissime tirature di manifesti pubblicitari o stampati a colori con dati variabili impossibili da realizzare in offset e più recentemente anche nel campo delle attività di Transpromo dove al tradizionale rendiconto si associano messaggi promozionali.
È importante ricordare che la stampa digitale realizzata con alcune macchine di alto livello ha ormai qualità praticamente identica alla stampa offset. Generalmente i quantitativi per i quali la stampa digitale è competitiva con la stampa offset può essere indicato indicativamente in 500 pezzi; evidentemente ci sono poi tantissime altre variabili quali il formato, i tempi ecc.
La stampa digitale si realizza in tempi molto più brevi rispetto alla offset, non avendo bisogno di impianti o computer to plate.

#### Utilizzatori
Le stampanti laser e le fotocopiatrici più economiche si possono trovare anche nei piccoli e medi uffici, mentre le grosse stampanti per l'emissione di bollette e estratti conto, dal costo piuttosto elevato, vengono solitamente acquistate da grosse imprese con un gran numero di copie da realizzare e collocate in appositi centri stampa.

#### Pregi e difetti
Il grande vantaggio di questa tipologia di macchine è che ad ogni copia, sia essa uguale o diversa da quella precedentemente stampata, il rullo dev'essere necessariamente ricaricato permettendo di stampare sempre la stessa copia o copie differenti senza variare la velocità della macchina. Questa stessa caratteristica però rende la macchina più lenta (nel caso di grandi tirature di copie identiche) e in grado di stampare solo su supporti cartacei.
Inoltre la stampa a toner è sensibile a determinati solventi chimici che possono anche rimuoverla completamente in quanto, a differenza della stampa offset in cui l'inchiostro è assorbito dal supporto, il toner è fissato tramite trattamento termico ad alta temperatura sulla superficie del supporto.

### Macchine a getto di inchiostro
Le macchine a getto di inchiostro utilizzano una testina che muovendosi sulla superficie da stampare rilascia l'inchiostro liquido direttamente, attingendolo da appositi serbatoi.

#### Dettagli costruttivi
Comunemente le macchine a getto di inchiostro si presentano sotto forma di stampanti da tavolo per i piccoli formati come l'A4 o l'A3 oppure sotto forma di plotter per la stampa di grandi formati (fino a 6 metri di larghezza del rullo). Il formato più diffuso è quello del plotter solitamente con rullo da 750 mm o 1300 mm.

#### Utilizzi
L'utilizzo più comune è quello della stampa di poster o stampati di grande dimensione in singola copia o comunque in tirature ridottissime. Apposite macchine sono poi in grado di stampare su materiali rigidi per consentire la realizzazione di cartelli per esterni con inchiostri speciali a lunga durata. I plotter dalle dimensioni maggiori invece sono solitamente utilizzati per la copertura di facciate di edifici o per pubblicità su impalcature o stadi. Grazie alla capacità di alcune macchine di intagliare la superficie stampata, un utilizzo molto diffuso è la creazione di lettere adesive o adesivi in genere (stampati o non) in PVC colorato da applicare su autoveicoli o striscioni per esterni.

#### Utilizzatori
L'uso delle macchine a getto di inchiostro è diffusissimo nei centri stampa digitali e si sta ampliando alle cartolerie ed alle tipografie. Apposite aziende sono specializzate nella creazione di decori per veicoli, vetrine o edifici con l'ausilio di questi tipi di macchinari.

#### Pregi e difetti
Il maggior pregio delle macchine a getto di inchiostro sta nella capacità di stampare su formati molto ampi, impossibili per qualunque altra tecnologia. Anche la capacità di stampare su supporti rigidi e di tagliare il PVC rende questo tipo di macchine ormai insostituibili. Per contro le macchine a getto sono lente, tra le più lente macchine da stampa in circolazione, e costose il che le rende inutilizzabili per lavori ad alte tirature dato l'elevatissimo costo-copia; lo svantaggio peggiore è comunque causato dalle testine che si incrostano con facilità in caso di scarso utilizzo. Ulteriormente la rumorosità e l'oscillazione in fase di stampa può risultare fastidioso se il prodotto è collocato direttamente sulla propria scrivania o in prossimità della postazione di lavoro; vi è da dire che il livello di disturbo tende a diminuire se si sceglie un prodotto più costoso.

### Macchine da stampa digitale per uso commerciale
Le macchine digitali per uso commerciale sfruttano al meglio la tecnologia digitale (incisione laser o elettrostatica).

#### Dettagli costruttivi
Solitamente queste macchine digitali hanno le dimensioni di una piccola offset completamente autonome senza la necessità di un computer esterno per controllarle (il più delle volte un computer è già integrato nella macchina stessa). I formati di stampa sono piuttosto ridotti così come le velocità di stampa (se paragonate alla stampa offset tradizionale) che si aggira sulle 4000 copie/ora. Quasi sempre mettifoglio e gruppo di uscita sono più simili a quelli di una stampante d'ufficio piuttosto che ad una macchina litografica moderna mentre all'interno si ritrovano i classici rulli di una macchina offset (bagnatura, inchiostrazione e stampa) con la differenza che non vi è la possibilità di cambiare la forma che viene generata con procedimenti elettronici prima di ogni lavoro.

#### Utilizzi
Il principale utilizzo di questa tipologia di macchine è quello di stampati d'alta qualità in basse tirature (anche 100 o 150 copie) quali cataloghi con il cambiamento delle lingue si possono raggiungere le 250/300 000 copie o partecipazioni oppure la realizzazione di stampati di prova. Spesso queste macchine sono in grado di stampare anche su supporti non cartacei quali PVC o plastica limitatamente alla capacità del supporto di passare attraverso i rulli della macchina.
È importante ricordare che la stampa digitale realizzata con alcune macchine di alto livello ha ormai qualità praticamente superiore alla stampa offset. Generalmente i quantitativi per i quali la stampa digitale è competitiva con la stampa offset può essere indicato indicativamente in 500 pz;moltiplicato per 40 lingue diventa una produzione semi industriale evidentemente ci sono poi tantissime altre variabili quali il formato, i tempi ecc.
La stampa digitale si realizza in tempi molto più brevi rispetto alla offset, non avendo bisogno di impianti o computer o lastre. La problematica della stampa digitale comporta la mancanza di impianti di legatoria o finissaggi adeguati alla nuova impaginazione che la stampa digitale produce.

#### Utilizzatori
Dato l'elevato costo di queste macchine i principali utilizzatori sono le medie e grosse tipografie che affiancano questo nuovo concetto di stampa alle macchine già presenti, per far fronte alla domanda di stampati in bassissime tirature antieconomiche sulle classiche macchine offset.

#### Pregi e difetti
Questa tipologia di macchina si pone a metà strada tra la stampa offset e quella a toner ereditando i pregi ed i difetti di entrambe le tecnologie: il costo-copia è minore di quello di una stampante laser, ma maggiore di quello offset su tirature medio-alte, la qualità di stampa è identica e in alcuni casi superiore a quella offset, nella stampa offset tradizionale la capacità di stampare dato variabile su singole copie viene completamente a mancare dato che le lastre andrebbero incise ad ogni copia. Sicuramente degna di nota, parlando della stampa digitale è la capacità di stampare su supporti non cartacei e la totale mancanza di aggiustamenti e regolazioni che in queste macchine sono completamente automatizzati.

## Stampa su file
La stampa su file è la funzione tale per cui il contenuto da stampare è integrato alla sua formattazione e impostazione grafica e il risultato di assieme è riversato su un file (tipicamente con estensione .prn). Questo procedimento permette, quindi, di utilizzare questo file su un altro dispositivo privo del programma di elaborazione con il quale si era generato il file di stampa (cioè il contenuto e l'impostazione di stampa). Tramite il comando DOS copy percorso\nomefile LPT1 (LTP1 porta di stampante parallela) si procede quindi alla stampa cartacea del contenuto del file sulla stampante prescelta (anche diversa da quella con la quale si era impostato il documento).
Questa forma di stampa su file "tradizionale" era utilizzata prima dell'avvento della stampante virtuale in formato PDF; ormai ricorrere alla stampa su file (vecchio stile, estensione .prn) è praticamente inutile data la possibilità di generare le più disparate (non solo in formato PDF, le più utilizzate) stampe su stampanti virtuali (applicazioni software). Ad ogni modo, anche la stampa digitale attuale mediante stampante virtuale (es. in formato PDF per poter consultare un documento "stampato" su un monitor o schermo) è una forma di stampa su file.

## Tendenze del mercato
Secondo uno studio presentato al Drupa di Düsseldorf e compiuto dal Prof. Frank Romano del Rochester Institute of Technology, già al momento attuale più della metà di tutti i lavori a stampa hanno una tiratura inferiore alle 2 000 copie e stiamo assistendo ad un cambiamento epocale pari a quello che negli anni '50 avvenne con la rilievografia (i vecchi piombi), sostituita dalla stampa offset. Secondo lo stesso studio vi sarà sempre più la tendenza a passare dalla stampa offset alla stampa digitale.
Secondo i dati Agcom, al 2023 le prime 5 testate giornalistiche italiane online sono: Corriere della Sera, La Repubblica, Il Sole 24Ore, Il Fatto quotidiano e La Stampa.

## Fonti
AA.VV., Tecnologia grafica, volume 2, Scuola Grafica Cartaria "San Zeno", Verona, 2005.